# Городнянка (Сокульський повіт)
Городнянка (пол. Horodnianka) — село в Польщі, у гміні Суховоля Сокульського повіту Підляського воєводства. Населення — 162 особи (2011).
У 1975-1998 роках село належало до Білостоцького воєводства.

## Демографія
Демографічна структура станом на 31 березня 2011 року:
|          | Загалом | Допрацездатний вік | Працездатний вік | Постпрацездатний вік |
| -------- | ------- | ------------------ | ---------------- | -------------------- |
| Чоловіки | 75      | 9                  | 58               | 8                    |
| Жінки    | 87      | 20                 | 46               | 21                   |
| Разом    | 162     | 29                 | 104              | 29                   |